# Лычёвская волость

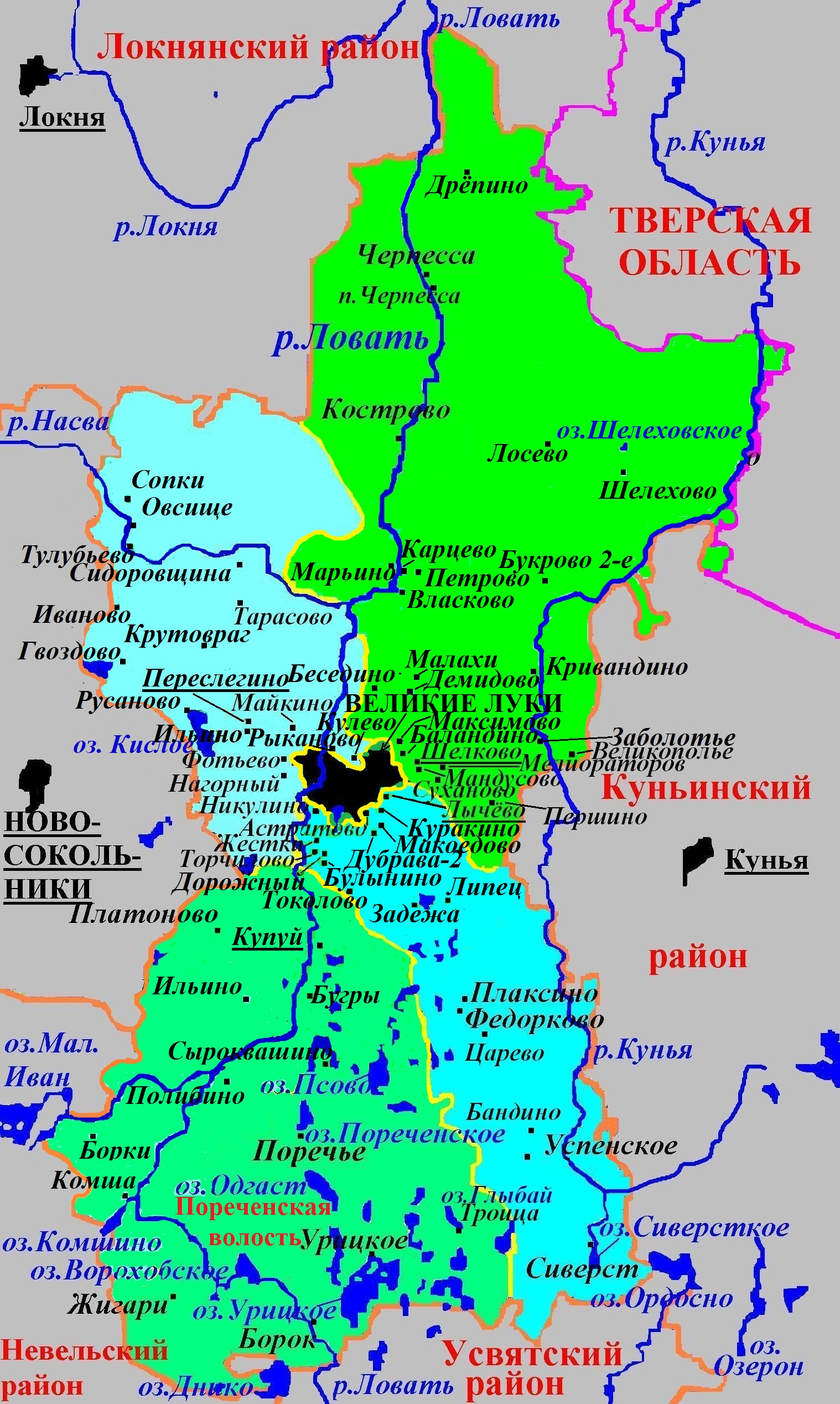
Административное деление Великолукского района (c декабря 2014)

Лычёвская волость — административно-территориальная единица 3-го уровня и муниципальное образование со статусом сельского поселения в Великолукском районе Псковской области России.
Административный центр — деревня Лычёво.

## География
Территория волости граничит на западе с Пореченской, на северо-западе — с Переслегинской, на севере — с Шелковской волостями Великолукского района и городским округом города Великие Луки; на востоке — с Куньинским районом, на юге — с Усвятским районом.
Ранее, 20 декабря 2014 года, волость граничила на юге с Купуйской и Успенской волостями, на востоке — с Шелковской, на севере — с Переслегинской волостями и городским округом города Великие Луки.
На территории волости расположены озёра: Задежа или Немковское (0,8 км², глубиной до 4 м), Бор-Лазава или Лазавское (0,7 км², глубиной до 6 м). С территорией присоединённой бывшей Успенской волости — также озёра: Савинское (1,7 км², глубиной до 2,1 м), Сиверст или Сиверстское (1,4 км², глубиной до 8 м) и другие, в том числе самое глубокое в волости и районе озеро Чистое (0,8 км², глубиной до 20,0 м).

## Население
| 2002  | 2010  | 2012  | 2013  | 2014  | 2015  | 2016  |
| ----- | ----- | ----- | ----- | ----- | ----- | ----- |
| 4753  | ↗5234 | ↗5275 | ↗5435 | ↗5521 | ↘5439 | ↗6401 |
| 2017  | 2018  | 2019  | 2020  | 2021  |       |       |
| ↘6290 | ↘6153 | ↘5985 | ↗6002 | ↘5826 |       |       |

* Численность населения на 1 января 2015 год и ранее приведены в прежних границах сельского поселения (волостей) до вступления в силу Закона об объединении муниципальных образований

## Населённые пункты
В состав Лычёвской волости входят 107 сельских населённых пунктов, в том числе 105 деревень и 2 посёлка:
| №   | Населённый пункт | Тип     | Население |
| --- | ---------------- | ------- | --------- |
| 1   | Авинчище         | деревня | ↘1        |
| 2   | Азарьково        | деревня | ↘6        |
| 3   | Аккарачково      | деревня | ↗12       |
| 4   | Албашкино        | деревня | ↗13       |
| 5   | Алексино         | деревня | ↗27       |
| 6   | Анисимово        | деревня | ↗17       |
| 7   | Аничково         | деревня | ↘22       |
| 8   | Астратово        | деревня | ↗206      |
| 9   | Бандино          | деревня | ↘72       |
| 10  | Березье          | деревня | ↗15       |
| 11  | Бобылёво         | деревня | ↗14       |
| 12  | Болотово         | деревня | ↗57       |
| 13  | Болхово          | деревня | ↘0        |
| 14  | Бор-Гиберта      | деревня | →0        |
| 15  | Боровицы         | деревня | ↗34       |
| 16  | Букино           | деревня | ↘65       |
| 17  | Булынино         | деревня | ↗482      |
| 18  | Бушнево          | деревня | →0        |
| 19  | Васьково         | деревня | ↘5        |
| 20  | Виноградово      | деревня | ↘14       |
| 21  | Волково          | деревня | ↘284      |
| 22  | Воробьево        | деревня | ↘8        |
| 23  | Голышено         | деревня | ↘1        |
| 24  | Горивицы         | деревня | ↗29       |
| 25  | Горивицы         | деревня | ↘13       |
| 26  | Горки            | деревня | ↗2        |
| 27  | Городище         | деревня | ↘14       |
| 28  | Гречухино        | деревня | ↗101      |
| 29  | Гусаково         | деревня | ↘21       |
| 30  | Дорожный         | посёлок | ↗444      |
| 31  | Дубрава-1        | посёлок | ↗999      |
| 32  | Дубрава-2        | деревня | ↘202      |
| 33  | Жестки           | деревня | ↗111      |
| 34  | Задёжа           | деревня | ↗84       |
| 35  | Зуево            | деревня | ↘7        |
| 36  | Иванцево         | деревня | ↘9        |
| 37  | Игнашево         | деревня | ↘13       |
| 38  | Изосенки         | деревня | ↗18       |
| 39  | Каменистик       | деревня | ↘8        |
| 40  | Каменка          | деревня | ↘97       |
| 41  | Кавирово         | деревня | ↘7        |
| 42  | Карасец          | деревня | ↗1        |
| 43  | Кашино           | деревня | ↘2        |
| 44  | Клевино          | деревня | ↘0        |
| 45  | Козюлино         | деревня | →0        |
| 46  | Колотово         | деревня | →0        |
| 47  | Комарово         | деревня | ↗10       |
| 48  | Краснополье      | деревня | ↘8        |
| 49  | Криплянка        | деревня | ↗36       |
| 50  | Крупенино        | деревня | ↘9        |
| 51  | Крупышево        | деревня | ↘14       |
| 52  | Куракино         | деревня | ↗153      |
| 53  | Лазава           | деревня | ↗11       |
| 54  | Липец            | деревня | ↘144      |
| 55  | Личково          | деревня | ↗45       |
| 56  | Ломки            | деревня | ↘2        |
| 57  | Лосево           | деревня | ↗7        |
| 58  | Лохново          | деревня | ↘4        |
| 59  | Лукьянцево       | деревня | ↗55       |
| 60  | Лычёво           | деревня | ↗543      |
| 61  | Макоедово        | деревня | ↗139      |
| 62  | Малахово         | деревня | →36       |
| 63  | Мартиново        | деревня | ↘10       |
| 64  | Михальки         | деревня | ↘41       |
| 65  | Монино           | деревня | →26       |
| 66  | Мухино           | деревня | ↘3        |
| 67  | Мякишево         | деревня | ↗6        |
| 68  | Медведково       | деревня | ↘22       |
| 69  | Немково          | деревня | ↗4        |
| 70  | Нестроево        | деревня | ↘0        |
| 71  | Никулино         | деревня | ↘159      |
| 72  | Овсянкино        | деревня | ↘2        |
| 73  | Першино          | деревня | →21       |
| 74  | Песенково        | деревня | ↘4        |
| 75  | Песчаха          | деревня | ↘2        |
| 76  | Пирогово         | деревня | ↘10       |
| 77  | Плаксино         | деревня | ↘186      |
| 78  | Плетеньки        | деревня | ↗38       |
| 79  | Подберезье-1     | деревня | ↗32       |
| 80  | Подберезье-2     | деревня | →7        |
| 81  | Разинки          | деревня | ↘7        |
| 82  | Рудново          | деревня | ↘11       |
| 83  | Рыжково          | деревня | ↘8        |
| 84  | Савино           | деревня | ↘0        |
| 85  | Свинкино         | деревня | ↗65       |
| 86  | Сенчиты          | деревня | ↘30       |
| 87  | Сиверст          | деревня | ↘56       |
| 88  | Сигорицы         | деревня | ↗11       |
| 89  | Сопки            | деревня | ↘14       |
| 90  | Спириденки       | деревня | ↗16       |
| 91  | Темрево          | деревня | ↗3        |
| 92  | Тифоново         | деревня | ↗31       |
| 93  | Токолово         | деревня | ↗69       |
| 94  | Торчилово        | деревня | ↗169      |
| 95  | Трашково         | деревня | ↘1        |
| 96  | Тронино          | деревня | ↘8        |
| 97  | Трубичино        | деревня | ↗78       |
| 98  | Успенское        | деревня | ↘202      |
| 99  | Ушани            | деревня | ↘17       |
| 100 | Федорково        | деревня | →59       |
| 101 | Филиппково       | деревня | ↘1        |
| 102 | Химино           | деревня | ↘17       |
| 103 | Царево           | деревня | ↗46       |
| 104 | Черкасово        | деревня | ↘1        |
| 105 | Шедяково         | деревня | ↘34       |
| 106 | Шляпино          | деревня | →1        |
| 107 | Щерганиха        | деревня | →0        |

### Упразднённые населённые пункты
Магистральный — упразднённый в 1997 году посёлок.

## История
Постановлением Псковского областного Собрания депутатов от 26 января 1995 года все сельсоветы в Псковской области были переименованы в волости, в том числе Лычёвский сельсовет был превращён в Лычёвскую волость.
Законом Псковской области от 28 февраля 2005 года в границах Лычёвской и упразднённой Федорковской волостей было также создано муниципальное образование Лычёвская волость со статусом сельского поселения с 1 января 2006 года в составе муниципального образования Великолукский район со статусом муниципального района.
В состав Лычёвской волости с января 2006 до декабря 2014 года входили 53 населённых пункта, в том числе 51 деревня — Аккарачково, Албашкино, Алексино, Аничково, Астратово, Бобылёво, Болотово, Бор-Гиберта, Боровицы, Булынино, Бушнево, Волково, Горивицы, Горивицы, Городище, Гречухино, Дубрава-2, Жестки, Задёжа, Иванцево, Каменка, Кавирово, Карасец, Козюлино, Криплянка, Крупенино, Куракино, Лазава, Липец, Личково, Лосево, Лукьянцево, Лычёво, Макоедово, Малахово, Рыжково, Свинкино, Тифоново, Токолово, Торчилово, Трашково, Трубичино, Михальки, Монино, Немково, Никулино, Першино, Плетеньки, Подберезье-1, Подберезье-2, Шедяково, — а также 2 посёлка — Дорожный, Дубрава-1.
Законом Псковской области от 10 декабря 2014 года Лычёвская волость была расширена 22 декабря 2014 года (с 128,45 до 446,97 км²) за счёт присоединения территории упразднённой Успенской волости.